# Perdita chrysothamni
Perdita chrysothamni är en biart som beskrevs av Timberlake 1958. Perdita chrysothamni ingår i släktet Perdita och familjen grävbin. Inga underarter finns listade i Catalogue of Life.